# Campeonato Uruguaio de Futebol de 1976
O Campeonato Uruguaio de Futebol de 1976 foi a 45ª edição da era profissional do Campeonato Uruguaio. O torneio consistiu em uma competição com dois turnos, no sistema de todos contra todos. O campeão foi o Defensor, que obteve uma conquista histórica, já que foi a primeira vez na era profissional que venceu o campeonato uma equipe que não fosse Nacional ou Peñarol.
Em protesto contra a ditadura uruguaia o time comemorou o título com a volta olímpica - invenção uruguaia de 1924, nos Jogos Olímpicos de Paris - no sentido contrário ao convencional, à esquerda.

## Classificação[2]
| Pos | Equipe               | Pts | J  | V  | E  | D  | GP | GC | SG |
| --- | -------------------- | --- | -- | -- | -- | -- | -- | -- | -- |
| 1º  | Defensor             | 32  | 22 | 13 | 6  | 3  | 33 | 24 | 9  |
| 2º  | Peñarol              | 31  | 22 | 13 | 5  | 4  | 38 | 23 | 15 |
| 3º  | Nacional             | 28  | 22 | 12 | 4  | 6  | 43 | 30 | 13 |
| 4º  | Danubio              | 23  | 22 | 8  | 7  | 7  | 28 | 26 | 2  |
| 5º  | Huracán Buceo        | 22  | 22 | 7  | 8  | 7  | 35 | 36 | -1 |
| 6º  | Montevideo Wanderers | 21  | 22 | 7  | 7  | 8  | 29 | 30 | -1 |
| 7º  | River Plate          | 19  | 22 | 4  | 11 | 7  | 26 | 31 | -5 |
| 8º  | Cerro                | 19  | 22 | 6  | 7  | 9  | 21 | 29 | -8 |
| 9º  | Fénix                | 18  | 22 | 5  | 8  | 9  | 31 | 35 | -4 |
| 10º | Rentistas            | 18  | 22 | 5  | 8  | 9  | 30 | 37 | -7 |
| 11º | Sud América          | 18  | 22 | 5  | 8  | 9  | 21 | 29 | -8 |
| 12º | Liverpool            | 15  | 22 | 5  | 5  | 12 | 25 | 30 | -5 |

|  | Campeão uruguaio e classificado à Liguilla Pré-Libertadores. |
|  | Classificados à Liguilla Pré-Libertadores.                   |
|  | Rebaixado à Segunda Divisão.                                 |

Promovido para a próxima temporada: Bella Vista.

## Liguilla Pré-Libertadores da América
A Liguilla Pré-Libertadores da América de 1976 foi a 3ª edição da história da Liguilla Pré-Libertadores, competição disputada entre as temporadas de 1974 e 2008–09, a fim de definir quais seriam os clubes representantes do futebol uruguaio nas competições da CONMEBOL. O torneio de 1976 consistiu em uma competição com um turno, no sistema de todos contra todos. Como Defensor e Peñarol empataram em número de pontos, foi jogada uma partida final para decidir quem venceria a Liguilla Pré-Libertadores. O campeão foi o Defensor, que venceu o Peñarol por 4 a 1 na final e obteve seu 1º título da Liguilla.

### Classificação da Liguilla
| Pos | Equipe               | Pts | J | V | E | D | GP | GC | SG |
| --- | -------------------- | --- | - | - | - | - | -- | -- | -- |
| 1º  | Peñarol              | 8   | 5 | 4 | 0 | 1 | 16 | 6  | 10 |
| 2º  | Defensor             | 8   | 5 | 4 | 0 | 1 | 12 | 3  | 9  |
| 3º  | Nacional             | 6   | 5 | 2 | 2 | 1 | 4  | 4  | 0  |
| 4º  | Montevideo Wanderers | 5   | 5 | 2 | 1 | 2 | 3  | 6  | -3 |
| 5º  | Huracán Buceo        | 3   | 5 | 1 | 1 | 3 | 4  | 13 | -9 |
| 6º  | Danubio              | 0   | 5 | 0 | 0 | 5 | 4  | 11 | -7 |

|  | Classificados à Libertadores de 1977 e disputam a final da Liguilla. |

### Final da Liguilla
| {{{data}}} | Defensor | 4 – 1  | Peñarol |  |
|            |          | data = |         |  |

## Premiação
| Campeonato Uruguaio de 1976  |
| ---------------------------- |
| Defensor Campeão (1º título) |